# 転転飯店
転転飯店 ( てんてんはんてん ) は、日本の2人組YouTuber、演劇コントユニット。メンバーは平山犬、中村亮太から構成される。2023年10月30日にYouTubeでの動画投稿活動を開始した。YouTubeチャンネルとしてメインの「転転飯店」、サブの「転転飯店GBA」が存在する。ファンネームは「イセキ」。
メインチャンネル「転転飯店」ではショート動画を毎日投稿、毎週金曜日には「まかないラジオ」と称した動画を投稿している。また、不定期に生放送も行う。
サブチャンネル「転転飯店GBA」では平山犬、中村亮太を含む「チーム転転飯店」と呼ばれるメンバー（ハラ、こぞ、井関）5人で「30代がゆる〜く遊ぶ」動画を投稿している。
活動のモットーは「無理なく、楽しく、健康に」。

## 来歴
- 2023年11月12日にYouTube上でショート動画の投稿を開始[動画 2]。
- 2023年5月20日、21日に『転転飯店 第1回持続可能なコント公演「デラックス桃源郷DX」』を池袋スタジオ空洞にて開催[2]。
- 2023年12月2日、3日に『転転飯店 第2回 持続可能なコント公演「リンリンシャンシャンカイホウ」』を池袋スタジオ空洞にて開催[3]。
- 2024年6月21日にチャンネル登録者数が5万人を突破[4]。
- 2024年8月21日にチャンネル登録者数が20万人を突破[5]。
- 2024年7月13日、14日に『転転飯店 持続可能なコント公演「カルク・フィクション」』を池袋スタジオ空洞にて開催[6]。
- 2024年9月9日に公開ラジオ収録イベント『老舗になりたい！転転飯店！〜井関さん、あなたのいない空洞は、いつもよりなんだか広く感じます〜』を池袋スタジオ空洞にて開催[7]。
- 2024年10月8日にチャンネル登録者数が30万人を突破[8]。
- 2024年12月14日にチャンネル登録者数が40万人を突破[9]。
- 2025年2月13日、14日に『転転飯店 第4回 持続可能なコント公演「スケスケ・ア・ゴーゴー」』を劇場MOMOにて開催[10]。
- 2025年3月12日にチャンネル登録者数が50万人を突破[11]。
- 2025年7月2日にチャンネル登録者数が60万人を突破[12]。
- 2025年7月19日、20日に公開ラジオ収録イベント『第2回まかないラジオイベント 老舗になりたい！転転飯店！ 〜夏休みだよ井関さん！めっちゃ草月ホールじゃん！やぶれかぶれであなたとわたし、せーので責任ポン！〜』を草月ホールにて開催[13]。

## エピソード
- 平山、中村が多摩美術大学時代より所属していた劇団がコロナ禍に解散。活動は続けたいが「1人で続けていても赤字になる。」と平山が悩んでいたところ、中村を含む現在のメンバーが「お金のことはあまり考えずにやろうよ。」と声を掛けた事から、転転飯店の結成に至った[14]。実際に初期の動画では屋外で稽古を行う様子が見られ、2025年6月に事務所を持つまでは、チーム転転飯店のディレクターであるハラの自宅で撮影を行っていた。
- 『転転飯店』という団体名の由来について、「打ち合わせ後に行った、二子玉川にある『四川飯店』のバイトの男の子が神対応だった。それが凄い良くて『飯店』を使った名前にした。」転の字を使用した理由は「第1回公演の際に中村が『転び出る（まろびでる）』という言葉にハマっていたから。」[動画 3]と語っている。
- ファンネームはチーム転転飯店の舞台監督「井関」が由来。平山・中村のファンすぎてスタッフをやっている。彼らを一番応援しているのは井関である、とファンネームの由来となった。転転飯店の公開ラジオイベントの副題の「井関さん」も彼である。青色が好きで全身青に包まれている事もしばしばある、通称「青バカ」[動画 4]。
- デラックス桃源郷DXの打ち合わせを自由が丘の駅前のエクセルシオールカフェにて行っていた際、店内から近くの踏切に布の塊が見えた。それが「靴下かシュシュかパンティか」で議論となり真剣な打ち合わせが一変、平山が確認を行ったところパンティであったことが発覚。それが影響したか否か、本来であれば、デラックス桃源郷DXのロゴのフォントはシティポップのようなデザインにする予定だったが、何故かパチンコの演出ライクな物になってしまった。通称、自由が丘パンティ事件と呼ばれている[15]。

### 動画
1. ↑  魂の初ライブ. 2025年7月20日閲覧.
2. ↑  コント『風船』. 2025年7月20日閲覧.
3. ↑  大雑談時代. 2025年7月21日閲覧.
4. ↑  【X担当】ファンすぎてスタッフやってる男【井関 計り知れなさすぎ問題】. 2025年7月20日閲覧.